# Radiculomyélopathie dégénérative chronique
La radiculomyélopathie dégénérative chronique est une affection dégénérative de la moelle épinière à l'origine de troubles de la coordination des mouvements et d'une paralysie plus ou moins prononcée. Très fréquente chez le berger allemand, elle se rencontre également auprès d'autres grandes races de chiens.

## Traitement
Il n'existe pas de traitement efficace et le prognostic est toujours mauvais.